# 沃登 (艾奥瓦州)
沃登（英語：Woden）是美国艾奥瓦州漢考克縣的一座城市，于1904年注册成立。城市坐标为43°13′50″N 93°54′34″W / 43.23056°N 93.90944°W。根据美国人口调查局的数据，城市总面积为0.42平方英里（1.09平方），且全为陆地。
2010年美国人口普查显示，该地共有229人，106户，62个家庭，人口密度为290.5每平方英里（112.2每平方）；种族构成中，96.1%为白人，0.4%为土著，2.6%来自于其他种族，0.9%为两个或以上种族混血；全市居民年龄中位数为40.3岁，男女性别比例分别为50.2%与49.8%。